# Michael Rodríguez (ciclista)

Michael Rodríguez Galindo es un ciclista profesional colombiano, nacido el 29 de julio de 1989 en Bogotá, Cundinamarca. Actualmente corre para el equipo profesional colombiano de categoría Continental el Boyacá Raza De Campeones.

## Palmarés
2009
- 3º en el Campeonato de Colombia Contrarreloj Sub-23

## Equipos
- Boyacá es para Vivirla (2009)
- Boyacá Orgullo de América (2010-2011)
- Colombia (2012-2013)
  - Colombia-Coldeportes (2012)
  - Colombia (2013)
- Boyacá Raza De Campeones (2016-)